# 의문의 일승
《의문의 일승》은 2017년 11월 27일부터 2018년 1월 30일까지 SBS에서 방영된 월화 드라마이다.

## 기획의도
'누명 쓴 사형수'에서 '탈옥수'가 된 의문의 한 남자, 그가 이젠 '가짜 형사 오일승'이 돼 숨어 있는 적폐들을 쳐부순다. 가짜 형사 오일승의 인생 몰빵 배짱 활극

## 등장 인물

### 주요 인물
- 윤균상 : 오일승 / 김종삼 (28세) 역 (아역 윤찬영, 김강훈) - 광수대 암수범죄전담팀 형사 No.4, 순경
- 정혜성 : 진진영(28세) 역 (아역 신이준) - 광수대 암수범죄전담팀 형사 No.3, 경위

### 서울경찰청 광역수사대 암수범죄전담팀
- 김희원 : 박수칠(45세) 역 - 팀장, 경감. 철기의 옛 동료. 차경의 남편. 한강의 새아버지.
- 도기석 : 김민표(36세) 역 - 형사 No.2, 경사
- 강신효 : 권대웅(31세) 역 - 막내 순경
- 최원영 : 장필성(48세) 역 - 광수대 대장, 총경
- 임현식 : 조만석(60세) 역 (특별출연) - 광수대 과학수사팀, 경감

### 미래경제연구소
- 전국환 : 이광호(65세) 역 - 소장, 전직 대통령
- 김영필 : 안태정(45세) 역 - 소속 변호사, 전 서울중앙지검 검사

### 이림식품
- 윤유선 : 국수란(50세) 역 (젊은 시절 김혜윤) - 이림푸드 대표, 전직 국가정보원장
- 박성근 : 곽영재(43세) 역 - 부장. 국정원 국내 정보 담당팀 소속 베테랑
- 오승훈 : 기면중(27세) 역 - 대리. 국정원 블랙 요원
- 김동원 : 백경(30세) 역 - 폭력 전과자. 청부 살인 업자. 탈북자 새터민 출신 (1회 ~ 18회)

### 주변 인물
- 장현성 : 강철기(48세) 역 - 전 광수대 지능범죄수사팀 형사이자 차경의 전남편. 한강의 생부.
- 전성우 : 딱지(26세) 역 (아역 김현빈, 김예준) - 종삼의 의형제, 본명 금별 (1회 ~ 14회)
- 김다예 : 차은비(21세) 역 (아역 옥예린) - 딱지의 동생, 대학생
- 전익령 : 한차경(34세) 역 - 수칠의 아내, 경찰청 구내 커피전문점 주인. 철기의 옛연인.
- 문우진 : 한강(10세) 역 - 차경의 아들, 초등학교 3학년
- 최대훈 : 김윤수(35세) 역 - 서울중앙지검 특수부 검사
- 윤복인 : 유광미(55세) 역 - 진영의 어머니. 70년 대 여배우
- 전노민 : 진정길(사망 당시 55세) 역 - 진영의 아버지, 진성그룹 회장

### 그 외 인물
- 윤나무 : 송길춘 역 - 연쇄살인범, 종삼의 교도소 동기.
- 이상훈
- 이정수
- 이서환
- 서승원
- 유상재 : 명진서 팀장 역
- 김경일
- 윤배영
- 이상이 : 이경제 역 - 커피전문점 알바생
- 설창희
- 남문철 : 아파트 소장 역
- 윤지민 : 홍마담 역 - 오동복집 사장
- 신의정 : 인천항 컨테이너 관리사무실 직원 소나무 역
- 배진아
- 서민경
- 박승태
- 서종봉
- 김철윤
- 윤진 : 굴삭기 기사 역
- 정선철
- 서호철
- 정강희
- 최남욱
- 태원석 : 무산교도소 교도관 역
- 오윤홍
- 백석광 : 이영민 역 - 광호의 양자
- 권화운 : 현진겸 역 - 광성그룹 둘째 아들, 영민의 친구
- 문숙경
- 이남희 : 차집사 역
- 이제원
- 남경엽
- 김명진
- 정영도
- 최요운
- 김철윤
- 박승호
- 유아란
- 임승규
- 유승만
- 최호중
- 구만희
- 김소운
- 김예준
- 조승연
- 이용진
- 빅은혜
- 양승재
- 임진택
- 장태민
- 이타
- 이원재
- 박진수
- 김지헌
- 박기륭
- 박민정
- 황건
- 권하운
- 이호열
- 최현정
- 최효은
- 유정래
- 유민후
- 정승길
- 김건우
- 김태경
- 박철민
- 유보영
- 조현진
- 김효숙
- 용경빈
- 박상용
- 우상욱
- 이성환

## 촬영지
- 익산교도소세트장
- 구 장흥교도소
- 북카페 눈

## 시청률
최저 시청률과 최고 시청률은 시청률 조사회사와 지역별로 시청률에 차이가 있을 수 있습니다.
| 2017년 | 2017년    | 2017년         | 2017년       | 2017년         | 2017년       |
| 회차   | 방송일    | TNmS 시청률    | TNmS 시청률  | AGB 시청률     | AGB 시청률   |
| 회차   | 방송일    | 대한민국(전국) | 서울(수도권) | 대한민국(전국) | 서울(수도권) |
| ------ | --------- | -------------- | ------------ | -------------- | ------------ |
| 제1회  | 11월 27일 | 4.1%           | 4.5%         | 5.0%           | 5.4%         |
| 제2회  | 11월 27일 | 5.2%           | 5.7%         | 5.4%           | 5.9%         |
| 제3회  | 11월 28일 | 4.0%           | 4.2%         | 4.5%           | 4.7%         |
| 제4회  | 11월 28일 | 4.2%           | 4.3%         | 4.9%           | 5.0%         |
| 제5회  | 12월 4일  | 5.8%           | 6.7%         | 6.9%           | 8.0%         |
| 제6회  | 12월 4일  | 6.4%           | 7.3%         | 7.6%           | 8.4%         |
| 제7회  | 12월 5일  | 5.8%           | 5.8%         | 6.6%           | 7.5%         |
| 제8회  | 12월 5일  | 6.6%           | 6.2%         | 7.5%           | 8.2%         |
| 제9회  | 12월 11일 | 5.4%           | 5.7%         | 6.4%           | 6.6%         |
| 제10회 | 12월 11일 | 6.3%           | 6.6%         | 7.8%           | 9.3%         |
| 제11회 | 12월 12일 | 5.5%           | 6.2%         | 6.6%           | 7.0%         |
| 제12회 | 12월 12일 | 5.7%           | 6.2%         | 7.7%           | 8.2%         |
| 제13회 | 12월 18일 | 5.2%           | 5.9%         | 6.6%           | 7.3%         |
| 제14회 | 12월 18일 | 5.8%           | 6.4%         | 7.3%           | 7.9%         |
| 제15회 | 12월 19일 | 5.6%           | 6.2%         | 6.7%           | 7.5%         |
| 제16회 | 12월 19일 | 5.7%           | 5.9%         | 7.6%           | 8.4%         |
| 제17회 | 12월 25일 | 4.3%           | 4.4%         | 5.7%           | 5.8%         |
| 제18회 | 12월 25일 | 5.6%           | 6.0%         | 7.1%           | 7.6%         |
| 제19회 | 12월 26일 | 5.5%           | 6.1%         | 5.6%           | 6.2%         |
| 제20회 | 12월 26일 | 6.0%           | 6.6%         | 6.3%           | 6.9%         |
| 2018년 |           |                |              |                |              |
| 제21회 | 1월 1일   | 4.8%           | 5.2%         | 5.5%           | 5.9%         |
| 제22회 | 1월 1일   | 5.8%           | 6.1%         | 6.3%           | 6.6%         |
| 제23회 | 1월 2일   | 5.2%           | 5.9%         | 6.0%           | 6.8%         |
| 제24회 | 1월 2일   | 5.6%           | 6.2%         | 6.5%           | 7.1%         |
| 제25회 | 1월 8일   | 4.7%           | 5.6%         | 5.8%           | 6.7%         |
| 제26회 | 1월 8일   | 5.3%           | 6.0%         | 6.2%           | 6.9%         |
| 제27회 | 1월 9일   | 5.1%           | 6.2%         | 6.6%           | 7.6%         |
| 제28회 | 1월 9일   | 5.3%           | 6.4%         | 6.9%           | 7.8%         |
| 제29회 | 1월 15일  | 4.9%           | 5.0%         | 5.2%           | 5.3%         |
| 제30회 | 1월 15일  | 5.2%           | 5.3%         | 5.7%           | 5.8%         |
| 제31회 | 1월 16일  | 5.0%           | 5.2%         | 5.5%           | 5.7%         |
| 제32회 | 1월 16일  | 5.5%           | 6.3%         | 6.4%           | 7.3%         |
| 제33회 | 1월 22일  | 5.5%           | 6.1%         | 6.6%           | 7.2%         |
| 제34회 | 1월 22일  | 6.4%           | 6.9%         | 7.7%           | 8.2%         |
| 제35회 | 1월 23일  | 6.5%           | 7.1%         | 7.7%           | 8.3%         |
| 제36회 | 1월 23일  | 6.9%           | 7.4%         | 8.5%           | 9.1%         |
| 제37회 | 1월 29일  | 6.5%           | 7.0%         | 7.1%           | 7.7%         |
| 제38회 | 1월 29일  | 6.9%           | 7.3%         | 8.1%           | 8.5%         |
| 제39회 | 1월 30일  | 6.9%           | 7.6%         | 7.7%           | 8.5%         |
| 제40회 | 1월 30일  | 8.2%           | 8.9%         | 9.0%           | 9.8%         |

## OST

### Part.1
| #            | 제목                        | 작사         | 작곡         | 가수         | 재생 시간 |
| ------------ | --------------------------- | ------------ | ------------ | ------------ | --------- |
| 1.           | 〈비처럼 음악처럼〉         | 박성식       | 박성식       | 임도혁       | 4:1       |
| 2.           | 〈비처럼 음악처럼 (Inst.)〉 |              | 박성식       | 임도혁       | 4:1       |
| 총 재생 시간 | 총 재생 시간                | 총 재생 시간 | 총 재생 시간 | 총 재생 시간 | 8:2       |

### Part.2
| #            | 제목                    | 작사         | 가수         | 재생 시간 |
| ------------ | ----------------------- | ------------ | ------------ | --------- |
| 1.           | 〈의문의 일승〉         | 박성식       | 소울다이브   | 3:29      |
| 2.           | 〈의문의 일승 (Inst.)〉 | 박성식       | 소울다이브   | 3:29      |
| 총 재생 시간 | 총 재생 시간            | 총 재생 시간 | 총 재생 시간 | 6:58      |

### Part.3
| #            | 제목                            | 작사         | 작곡         | 가수         | 재생 시간 |
| ------------ | ------------------------------- | ------------ | ------------ | ------------ | --------- |
| 1.           | 〈사랑이 아니라도〉             | 정한종       | 엄주혁       | 계피         | 4:15      |
| 2.           | 〈사랑이 아니라도 (허밍 Ver.)〉 |              | 엄주혁       | 강민정       | 4:14      |
| 총 재생 시간 | 총 재생 시간                    | 총 재생 시간 | 총 재생 시간 | 총 재생 시간 | 8:29      |

### Part.4
| #            | 제목                           | 작사                                  | 작곡                            | 가수         | 재생 시간 |
| ------------ | ------------------------------ | ------------------------------------- | ------------------------------- | ------------ | --------- |
| 1.           | 〈내가 할 수 없는 건〉         | 옆가르마1, 이창현, 양영훈, 장원, 셀라 | 옆가르마1, 이창현, 양영훈, 장원 | 김신의       | 4:49      |
| 2.           | 〈내가 할 수 없는 건 (Inst.)〉 |                                       | 옆가르마1, 이창현, 양영훈, 장원 | 김신의       | 9:38      |
| 총 재생 시간 | 총 재생 시간                   | 총 재생 시간                          | 총 재생 시간                    | 총 재생 시간 | 8:29      |

## 동시간대 드라마
- KBS 월화드라마

《마녀의 법정》 (2017년 10월 9일 ~ 2017년 11월 28일)
《저글러스》 (2017년 12월 4일 ~ 2018년 1월 23일)
《라디오 로맨스》 (2018년 1월 29일 ~ 2018년 3월 20일)
- MBC 월화드라마

《20세기 소년소녀》 (2017년 10월 9일 ~ 2017년 11월 28일)
《투깝스》 (2017년 11월 27일 ~ 2018년 1월 16일)
《하얀거탑》 (2018년 1월 22일 ~ 2018년 3월 15일)

## 같이 보기
- 대한민국의 텔레비전 드라마 목록 (ㅇ)
- 2017년 대한민국의 텔레비전 드라마 목록